# Seven Up (album)
Seven Up è il terzo album in studio del gruppo tedesco degli Ash Ra Tempel e il loro primo album aperto a una collaborazione esterna; in questo caso si tratta del leggendario "Dottor LSD":  Timothy Leary. Il disco è stato pubblicato nel 1973 e rieditato nel 2011 in CD.

## Realizzazione
La maggior parte di Seven Up è stata registrata dal vivo, al Festival di Berna in Svizzera nell'agosto 1972. Timothy Leary, in quel periodo, viveva in esilio in Svizzera, dopo essere evaso dal carcere di San Luis Obispo, nel settembre 1970.
Nell'ottobre del 1972, l'album venne terminato in studio, a Stommeln, vicino a Colonia (Germania), sovraincidendo alcune parti.
Il disco si basa sugli scritti di Leary a proposito dei sette livelli di conoscenza. È formato appunto da sette brani, divisi in due suite: 'Spazio' e 'Tempo'.
Il nome "Seven Up" è stato pensato dal paroliere Brian Barritt, dopo che al gruppo venne data una bottiglietta della bevanda omonima, in cui era stato disciolto dell'LSD.

## Tracce

### LP (1972, Ohr, OMM 556.020)
Lato A
Testi di Timothy Leary, Brian Barritt, musiche di Ash Ra Tempel.
1. Space – 16:03

Durata totale: 16:03
Lato B
Testi di Timothy Leary, Brian Barritt, musiche di Ash Ra Tempel.
1. Time – 21:15

Durata totale: 21:15

## Formazione
- Hartmut "Hawk" Enke - basso, chitarra, elettroniche
- Manuel Göttsching - chitarra, elettroniche
- Timothy Leary - voce

Partecipanti
- Brian Barritt - voce
- Liz Elliott - voce
- Bettina Hohls - voce
- Portia Nkomo - voce
- Micky Duwe - voce, flauto
- Steve A. - organo, elettroniche
- Dietmar Burmeister - percussioni
- Tommie Engel - percussioni
- Dieter Dierks - sintetizzatore, Radio Downtown[2]